# Миддлтон, Чарльз (актёр)
Чарльз Миддлтон (англ. Charles Middleton; 3 октября 1874, Элизабеттаун, Кентукки — 22 апреля 1949[…], Лос-Анджелес, Калифорния) — американский актёр театра и кино. Наиболее запомнился зрителю исполнением роли Минга Безжалостного в киносериалах о Флэше Гордоне.

## Биография
Чарльз Миддлтон родился 3 октября 1874 года в городке Элизабеттаун (штат Кентукки, США). Его отец, Хью Миддлтон (1835—1903), был миллионером, но юноша не захотел спокойной обеспеченной жизни. Он путешествовал с бродячим цирком, играл в малоизвестных театрах, был артистом водевилей. Впервые на киноэкране Миддлтон появился в 1920 году, когда ему уже было 46 лет, а регулярно начал сниматься лишь с 1928 года. Тем не менее, за свою карьеру длиной 23 года (1920—1922, 1928—1949) Миддлтон снялся в 199 лентах, в том числе в 73 случаях без указания в титрах, 15 из этих картин были короткометражными, а из трёх фильмов сцены с его участием были удалены при окончательном монтаже. У актёра был «зловещий баритон», поэтому режиссёры с удовольствием приглашали его на роли злодеев, однако почти всегда в эпизодические роли. Кроме того, он хорошо подходил на роли полицейских, прокуроров, шерифов и маршалов.
Миддлтон внешне был похож на Авраама Линкольна: за свою карьеру он пять раз сыграл этого президента (в четырёх случаях без указания в титрах), а ещё один раз — его отца, Томаса.
В 1946 году первый и единственный раз появился на подмостках Бродвея: он исполнил роль Джонатана Роквуда в постановке «Январская оттепель».
Чарльз Миддлтон скончался 22 апреля 1949 года от инфаркта миокарда в Лос-Анджелесе (штат Калифорния) всего через два месяца после выхода фильма The Last Bandit. Похоронен на кладбище «Голливуд навсегда» рядом со своей женой, актрисой театра и кино Лиорой Спеллмен.

### Личная жизнь
В 1906 году Миддлтон женился на актрисе Лиоре Спеллмен (1888 или 1890 — 1945). Пара прожила вместе 39 лет до самой смерти жены. От брака осталась дочь. В 1941 году она родила сына, Барра Миддлтона, который тоже стал актёром.

## Избранная фильмография

### В титрах указан
- 1920 — Награда в один миллион долларов[англ.] / The $1,000,000 Reward — Уильям Расселл
- 1929 — Далёкий зов[англ.] / The Far Call — Крис Ларсен
- 1929 — Добро пожаловать, опасность[англ.] / Welcome Danger — Джон Торн, он же «Дракон»
- 1930 — Бандит-кавалер[англ.] / Beau Bandit — Люсиус Дж. Перкинс
- 1930 — Путь с Запада[англ.] / Way Out West — Бак Рэнкин
- 1930 — Восток — это Запад[англ.] / East Is West — доктор Фредерикс
- 1931 — Чудесная девушка / The Miracle Woman — Симпсон
- 1931 — Американская трагедия / An American Tragedy — Джефсон, адвокат
- 1931 — Пойманы пьяными[англ.] / Caught Plastered — шериф Флинт
- 1931 — Цветущие дни[англ.] / Palmy Days — Йоландо
- 1931 — Воздыхатели[англ.] / Beau Hunks — комендант (к/м)
- 1931 — В безопасности в аду[англ.] / Safe in Hell — Джонс, юрист
- 1932 — Высокое давление / High Pressure — мистер Бэнкс
- 1932 — Наёмный убийца[англ.] / The Hatchet Man — Лип Хоп Фэт
- 1932 — Странная любовь Молли Лувейн[англ.] / The Strange Love of Molly Louvain — капитан полиции Слейд
- 1932 — Кончай свои проблемы[англ.] / Pack Up Your Troubles — офицер ассоциации социального обеспечения
- 1932 — Знак креста / The Sign of the Cross — Тайрос
- 1932 — Серебряный доллар[англ.] / Silver Dollar — Дженкинс
- 1933 — Место назначения неизвестно[англ.] / Destination Unknown — Турок
- 1933 — Завтра в семь[англ.] / Tomorrow at Seven — Джерри Симонс
- 1933 — Этот день и вечность[англ.] / This Day and Age — окружной прокурор
- 1933 — Белая женщина[англ.] / White Woman — Фентон
- 1933 — Утиный суп / Duck Soup — прокурор
- 1934 — Резня[англ.] / Massacre — шериф Скэттерс
- 1934 — Дэвид Хэрам[англ.] / David Harum — дьякон Перкинс
- 1934 — Убийство от тщеславия[англ.] / Murder at the Vanities — Гомер Бутби
- 1934 — Миссис Уиггс с капустной грядки[англ.] / Mrs. Wiggs of the Cabbage Patch — мистер Бэгби
- 1934 — Вот моя жена![англ.] / Behold My Wife! — Хуан «Грозовая Туча»
- 1935 — Окружной председатель[англ.] / The County Chairman — Райли Кливер
- 1935 — Мирители[англ.] / The Fixer Uppers — Пьер Гюстав, художник (к/м)
- 1935 — Чудесный наездник[англ.] / The Miracle Rider — Зарофф
- 1935 — Хоп-Алонг Кэссиди[англ.] / Hop-Along Cassidy — Бак Питерс
- 1936 — Тропинка одинокой сосны / The Trail of the Lonesome Pine — кузнец
- 1936 — Флэш Гордон / Flash Gordon — Минг Безжалостный[англ.]
- 1936 — Плавучий театр / Show Boat — Вэллон
- 1937 — ? / Yodelin' Kid from Pine Ridge — Джин Остри-старший
- 1937 — Корабль рабов[англ.] / Slave Ship — работорговец
- 1938 — Путешествие Флэша Гордона на Марс / Flash Gordon's Trip to Mars — Минг Безжалостный
- 1938 — Пылающие границы[англ.] / Flaming Frontiers — Туз Даггетт (в 5—15 сериях)
- 1938 — Дик Трейси возвращается[англ.] / Dick Tracy Returns — Папаша Старк[9]
- 1938 — Кентукки[англ.] / Kentucky — южанин
- 1939 — Джесси Джеймс[англ.] / Jesse James — доктор
- 1939 — Парень из Оклахомы[англ.] / The Oklahoma Kid — Алек Мартин
- 1939 — Капитан Ярость[англ.] / Captain Fury — Мергон
- 1939 — Сорвиголовы Красного Круга[англ.] / Daredevils of the Red Circle — 39013 (Гарри Кроуэлл), сбежавший преступник
- 1939 — Бандит из Вайоминга[англ.] / Wyoming Outlaw — Люк Паркер
- 1939 — Дорога на Юг[англ.] / Way Down South — Кэсс
- 1939 — Летающие блюдца[англ.] / The Flying Deuces — комендант
- 1940 — Эйб Линкольн в Иллинойсе[англ.] / Abe Lincoln in Illinois — Том Линкольн[англ.]
- 1940 — Гроздья гнева / The Grapes of Wrath — командир блокпоста
- 1940 — Вирджиния-Сити / Virginia City — Джефферсон Дэвис
- 1940 — Флэш Гордон покоряет Вселенную[англ.] / Flash Gordon Conquers the Universe — Минг Безжалостный
- 1940 — Стреляя высоко[англ.] / Shooting High — Ход Карсон
- 1940 — Смертельный круиз Чарли Чана / Charlie Chan's Murder Cruise — мистер Уолтерс
- 1940 — Остров обречённых[англ.] / Island of Doomed Men — капитан Корт
- 1940 — Дорога на Санта-Фе / Santa Fe Trail — Джентри[10]
- 1941 — Зов диких гусей[англ.] / Wild Geese Calling — доктор Джед Слоан
- 1941 — Белль Старр[англ.] / Belle Starr — саквояжник
- 1941 — Человек из джунглей[англ.] / Jungle Man — преподобный Джеймс «Джим» Грэм
- 1942 — Тайна Мари Роже[англ.] / The Mystery of Marie Roget — куратор
- 1942 — Ниока в опасности[англ.] / Perils of Nyoka — Кассиб
- 1944 — Ястреб пустыни[англ.] / The Desert Hawk — Кода-бей
- 1944 — Чёрная Стрела[англ.] / Black Arrow — Том Уитни
- 1945 — У нас растёт нежный виноград[англ.] / Our Vines Have Tender Grapes — Курт Дженсен
- 1945 — Северо-Западный путь[англ.] / Northwest Trail — Пьер
- 1945 — Кто виновен?[англ.] / Who's Guilty? — Пэттон Калверт
- 1946 — Болотный душитель[англ.] / Strangler of the Swamp — Дуглас, паромщик
- 1946 — Охотники за привидениями[англ.] / Spook Busters — Стайлс
- 1947 — Претендент / The Pretender — Уильям, дворецкий
- 1948 — Станция «Запад»[англ.] / Station West — шериф

### В титрах не указан
- 1931 — Александр Гамильтон[англ.] / Alexander Hamilton — горожанин, подстрекающий толпу
- 1931 — Властный голос[англ.] / The Ruling Voice — член правления
- 1931 — Парад на Манхэттене[англ.] / Manhattan Parade — шериф Кейси
- 1932 — Недозволенное / Forbidden — пианист
- 1932 — Президент-фантом[англ.] / The Phantom President — Эйб Линкольн
- 1932 — Я — беглый каторжник / I Am a Fugitive from a Chain Gang — кондуктор в поезде
- 1932 — Баю-бай[англ.] / Rockabye — окружной прокурор
- 1933 — Три мушкетёра[англ.] / The Three Musketeers — Эль-Шайтан Говорящий
- 1933 — Доктор Бык[англ.] / Doctor Bull — мистер Апджон
- 1933 — Бауэри[англ.] / The Bowery — детектив
- 1933 — Мир меняется[англ.] / The World Changes — шериф Дикий Билл Хикок
- 1934 — Нейна[англ.] / Nana — мужчина, объявляющий о начале войны
- 1934 — Бродвей Билл / Broadway Bill — ветеринар
- 1935 — Безрассудные[англ.] / Reckless — окружной прокурор
- 1935 — Пароход, плывущий по течению / Steamboat Round the Bend — отец Мимолётной Красавицы
- 1935 — Специальный агент[англ.] / Special Agent — начальник полиции штата
- 1935 — Фриско Кид[англ.] / Frisco Kid — оратор
- 1936 — Роза ранчо[англ.] / Rose of the Rancho — ветеринар
- 1936 — Техасские рейнджеры / The Texas Rangers — адвокат
- 1936 — Рамона[англ.] / Ramona — поселенец
- 1936 — Свадебный подарок[англ.] / Wedding Present — Тёрнбулл
- 1937 — Благословенная земля / The Good Earth — банкир
- 1937 — Последний поезд из Мадрида[англ.] / The Last Train from Madrid — надзиратель
- 1937 — Загубленные в море[англ.] — старшина присяжных
- 1937 — Покорение[англ.] / Conquest — сержант на Эльбе
- 1937 — Фабрика грёз[англ.] / Stand-In — актёр в образе Авраама Линкольна
- 1937 — Человек без страны[англ.] / The Man Without a Country — Авраам Линкольн (к/м)
- 1938 — Иезавель / Jezebel — офицер
- 1939 — Шантаж[англ.] / Blackmail — помощник шерифа
- 1939 — Тысяча долларов за тачдаун[англ.] / $1,000 a Touchdown — менеджер
- 1939 — Восстание в Аллегейни[англ.] / Allegheny Uprising — доктор Стоук
- 1939 — Унесённые ветром / Gone with the Wind — мужчина с цилиндром, отвечающий за осуждённых рабочих
- 1940 — Золотая лихорадка Мэйси[англ.] / Gold Rush Maisie — хозяин лагеря с поросёнком
- 1940 — Бригам Янг[англ.] / Brigham Young — член банды
- 1940 — Рейнджеры удачи[англ.] / Rangers of Fortune — бандит
- 1941 — Западный Союз[англ.] / Western Union — водитель дилижанса
- 1941 — Гони, Келли, гони[англ.] / Ride, Kelly, Ride — мистер Данн
- 1941 — Сержант Йорк / Sergeant York — альпинист
- 1941 — Ковбой с холмов[англ.] / The Shepherd of the Hills — кузнец
- 1941 — По главной улице[англ.] / Main Street on the March! — фермер (к/м)
- 1943 — Две недели для жизни[англ.] / Two Weeks to Live — Элмер Келтон
- 1943 — Палачи тоже умирают[англ.] / Hangmen Also Die! — патриот на встрече у доктора Франтишека Свободы
- 1943 — Шумный призрак[англ.] / Spook Louder — дворецкий (к/м)
- 1943 — Бэтмен / Batman — Кен Колтон (в 6—8 сериях)
- 1943 — Сумасшедший дом[англ.] / Crazy House — шериф
- 1944 — Кисмет / Kismet — скряга
- 1946 — Убийцы / The Killers — фермер
- 1947 — Море травы / The Sea of Grass — Чарли, хозяин салуна
- 1947 — Джек Армстронг[англ.] / Jack Armstrong — Джейсон Груд
- 1947 — Добро пожаловать, незнакомец[англ.] / Welcome Stranger — Пинкетт, фермер
- 1947 — Стрелки́[англ.] / Gunfighters — шериф
- 1947 — Дорога в Рио[англ.] / Road to Rio — фермер
- 1948 — Моя девушка Тайса[англ.] / My Girl Tisa — инспектор
- 1948 — Мистер Блэндингс строит дом своей мечты / Mr. Blandings Builds His Dream House — вредитель (крушитель)